# 日本プライムリアルティ投資法人
日本プライムリアルティ投資法人（にほんプライムリアルティとうしほうじん）は、東京都中央区に本部を置く投資法人。東証上場（J-REIT）。

## 概要
オフィスと都市型商業施設等による複合型J-REITである。
スポンサーは東京建物であり、同社100%出資の「株式会社東京リアルティ･インベストメント･マネジメント」（TRIM）が資産運用会社である。
2002年（平成14年）の上場当初は東京建物、安田不動産、大成建設、明治安田生命保険及び損害保険ジャパンの5社がスポンサーであったが、2020年（令和2年）4月に損害保険ジャパンが離脱、2023年（令和5年）4月26日に安田不動産、大成建設及び明治安田生命保険が離脱し、東京建物単独スポンサーとなっている。

## 沿革
- 2001年（平成13年）9月14日 - 本投資法人の設立。
- 2001年（平成13年）10月18日 - 投信法第187条に基づく内閣総理大臣による登録の実施（登録番号：関東財務局長 第10号）[4]
- 2001年（平成13年）11月16日 - 資産運用開始（オフィス11物件及び商業施設2物件、総額407.3億円）
- 2002年（平成14年）6月14日 - 東証に上場

## ポートフォリオ
資産規模4,571億円、物件数65件である（2020年6月30日現在）。
主な所有物件は以下の通り。
- グランフロント大阪
- 大手町フィナンシャルシティ ノースタワー
- 大手町タワー（底地）
- オリナスタワー
- 東京スクエアガーデン
- ビッグス新宿ビル
- 薬院ビジネスガーデン
- 新宿センタービル
- 川崎ダイスビル